# Хван, Сюзанн
Сюза́нн Хван (англ. Suzanne Whang; 28 сентября 1962, Arlington, Виргиния — 17 сентября 2019, Лос-Анджелес, Калифорния) — американская актриса

, комедиантка, телеведущая, радиоведущая, писательница, сценаристка, кинопродюсер, преподаватель и политическая активистка.

## Ранние годы
Сюзанн Хван родилась 28 сентября 1962 года в Арлингтоне, штат Виргиния, США, в семье южнокорейцев, иммигрироваших в США из Сеула. Её дедушкой по материнской линии был Ким Вон-Кю — корейский педагог, основатель и первый директор Сеульской средней школы. У неё была младшая сестра — Джули Хван (род. 1969 / 1970). Она окончила Среднюю школу Херндона, получила степень бакалавра по психологии в Йельском университете и степень магистра по когнитивной психологии в Брауновском университете; окончила актёрскую программу в студии Уильяма Эспера в Нью-Йорке, а также училась у Милтона Кацеласа, Ричарда Лоусона, Гэри Имхоффа и Джеффри Тэмбора в Театре Беверли-Хиллз. В средней школе она занималась гимнастикой и брала уроки игры на фортепиано, выступала в концертах классической музыки.

## Карьера
Хван появилась более чем в шестидесяти фильмах и телесериалах, и была наиболее известна по роли маникюрщицы Полли Нгуен в комедийно-драматическом сериале NBC «Лас-Вегас» (2005—2008). С 1999 по 2007 год она вела реалити-шоу HGTV «Охотники за домами». 
В 2002 году Хван стала лауреатом премии «Лучшему начинающему комедианту» на фестивале комедии в Лас-Вегасе, а в 2004 году — лауреатом премии Энди Кауфмана на фестивале комедии в Нью-Йорке.
Хван работала моделью стопы в Бостоне. Она была певицей и автором песен, написала панк-рок-песню «Rectal Release» и рэп-песню «Blah Blah Cancer Blah Blah». Она являлась рукоположенным служителем Вселенской жизни и проводила нетрадиционные церемонии бракосочетания, выступала с публичными выступлениями.

## Личная жизнь
Хван дважды была замужем — за Майклом Фридом и актёром Джеем Никерсоном (2013—2015). На момент смерти она состояла в отношениях с участником кавер-группы Lt. Dan Band Джеффом Везейном.
Хван была подругой актрисы Ванессы Марсел и крёстной матерью её сына Кассиуса (род. 2002). У Хван и Марсил был подкаст LoveStop на iTunes и SoundCloud.
Хван увлекалась парашютизмом, дельтапланеризмом, банджи-джампингом и скалолазанием, прошла двухнедельный курс подготовки в военном лагере.

## Болезнь и смерть
В 2006 году у Хван диагностировали рак молочной железы. К 2011 году болезнь достигла 4-й стадии и врачи прогнозировали ей полгода жизни. Несмотря на прогнозы врачей, ей удалось войти в ремиссию, но позже болезнь вернулась. Хван умерла 17 сентября 2019 года в своём доме в Лос-Анджелесе от осложнений, вызванных раком, не дожив 11 дней до своего 57-летия. Её тело было кремировано.

## Фильмография
| Год       |     | Русское название                                 | Оригинальное название                        | Роль                         |
| --------- | --- | ------------------------------------------------ | -------------------------------------------- | ---------------------------- |
| 1990      | ф   | Вопрос степени                                   | A Matter of Degrees                          | студентка                    |
| 1990      | тф  | Вопрос принципа                                  | A Matter of Principal                        | миссис Тран                  |
| 1990      | ф   | Хозяйка дома                                     | Housesitter                                  | секретарь Мосби              |
| 1996      | ки  | Секреты Луксора                                  | Secrets of the Luxor                         | Сэмми Ли                     |
| 1999      | с   | Девушки с характером                             | V.I.P.                                       | Дайана Лу                    |
| 2000—2001 | с   | 18 колёс правосудия                              | 18 Wheels of Justice                         | Тина Мак                     |
| 2001      | с   | Шоу Норма                                        | The Norm Show                                | женщина №3                   |
| 2001      | с   | Хроника                                          | The Chronicle                                | Кристи Куань                 |
| 2001      | с   | Полиция Нью-Йорка                                | NYPD Blue                                    | доктор Ким                   |
| 2002      | кор | Сеульские товарищи                               | Seoul Mates                                  | Сон Хи Пак                   |
| 2002      | с   | Сильное лекарство                                | Strong Medicine                              | доктор Спорик                |
| 2002      | с   | Отдел по расследованию убийств и грабежей        | Robbery Homicide Division                    | репортёр                     |
| 2002      | с   | Практика                                         | The Practice                                 | бригадир                     |
| 2003      | кор | Свидание или катастрофа                          | Date or Disaster                             | актриса с носком-марионеткой |
| 2003      | ф   | Мелвин идёт на обед                              | Melvin Goes to Dinner                        | —                            |
| 2004      | тф  | Идеальный муж: история Лейси Питерсон            | The Perfect Husband: The Laci Peterson Story | второй репортёр              |
| 2004      | тф  | В круге тьмы                                     | Ring of Darkness                             | телерепортёр                 |
| 2004      | с   | Непослушные родители                             | Still Standing                               | покровительница              |
| 2005      | ф   | Константин: Повелитель тьмы                      | Constantine                                  | мать                         |
| 2005      | с   | Два с половиной человека                         | Two and a Half Men                           | анестезиолог                 |
| 2005      | ф   | Эдисон                                           | Edison                                       | судмедэксперт                |
| 2005      | с   | Части тела                                       | Nip/Tuck                                     | медсестра Ли                 |
| 2005      | в   | Свежие новости                                   | Fresh News                                   | Мён                          |
| 2005      | в   | Вот это смешно                                   | Now That’s Funny                             | —                            |
| 2005—2008 | с   | Лас-Вегас                                        | Las Vegas                                    | Полли Нгуен                  |
| 2006      | с   | Мыслить как преступник                           | Criminal Minds                               | репортёр                     |
| 2006      | с   | Юристы Бостона                                   | Boston Legal                                 | присяжный №1                 |
| 2006      | с   | Без следа                                        | Without a Trace                              | Линда Портер                 |
| 2006      | с   | Детектив Раш                                     | Cold Case                                    | миссис Ли                    |
| 2006      | ф   | Реальные девчонки                                | Material Girls                               | ведущая новостей             |
| 2006      | с   | Братья и сёстры                                  | Brothers & Sisters                           | Карли                        |
| 2006      | ф   | Трейси Таунсенд                                  | Traci Townsend                               | Роза                         |
| 2009      | тф  | Несломленные: всё, что вам нужно знать о деньгах | Un-Broke: What You Need to Know About Money  | ведущая                      |
| 2009      | ф   | Дважды как мёртвый                               | Twice as Dead                                | курьер                       |
| 2010      | с   | Втайне от родителей                              | The Secret Life of the American Teenager     | Ферн Валко                   |
| 2011      | с   | Главный госпиталь                                | General Hospital                             | Кэрол Чанг                   |
| 2011      | ф   | Сын утра                                         | Son of Morning                               | ведущая Ch 7 Шерри           |
| 2012      | кор | Получение лимонов                                | Getting Lemons                               | медсестра Джанет             |
| 2013      | с   | Замедленное развитие                             | Arrested Development                         | Олив Гарден                  |
| 2013      | с   | Декстер                                          | Dexter                                       | ведущая                      |
| 2013—2014 | с   | Не спрашивай Нэнси                               | Don’t Ask Nancy                              | Сон Хи Пак                   |
| 2014      | с   | Управление гневом                                | Anger Management                             | кассир банка                 |
| 2014      | с   | Мой мальчик                                      | About a Boy                                  | другая мама                  |
| 2014      | с   | Начиная с этого момента                          | From Here on OUT                             | Дивина Сон Хи                |
| 2014      | с   | Шоу Ким Кардашьян                                | The Kim Kardashian Show                      | Сон Хи Пак                   |
| 2014      | с   | Голод                                            | Hungry                                       | преподобная Суки             |
| 2014      | с   | Маккарти                                         | The McCarthys                                | хирург                       |
| 2014      | ф   | Метка вдовы                                      | The Widow’s Mark                             | тётушка Джин                 |
| 2014      | кор | Полночь                                          | Midnight                                     | мадам Юми                    |
| 2014—2015 | с   | Слишком много информации о Голливуде             | TMI Hollywood                                | разные персонажи             |
| 2015      | кор | Организатор свадьбы Шины Шей                     | Scheana Shay Wedding Planner                 | Мин                          |
| 2015      | кор | Ким Чен Ын ведёт вечернее шоу                    | Kim Jong-Un Hosts the Tonight Show           | Сон-Хи Пак                   |
| 2015      | с   | Настоящий кот-терапевт из Беверли-Хиллз          | The Real Cat Therapist of Beverly Hills      | —                            |
| 2015      | с   | Королевство                                      | Kingdom                                      | доктор Линн Беннетт          |
| 2016      | с   | Ангел из ада                                     | Angel from Hell                              | женщина                      |
| 2016      | ф   | Выходные с семьёй                                | A Weekend with the Family                    | Сью Клэнси                   |
| 2017      | с   | Мик                                              | The Mick                                     | доктор Френкель              |
| 2017      | ф   | Пока смерть не разлучит нас                      | ’Til Death Do Us Part                        | доктор Вонг                  |
| 2017      | ф   | Думай и богатей                                  | Think and Grow Rich: The Legacy              | Марч Фон Ю                   |
| 2018      | ф   | Бездыханное предательство                        | Breathless Betrayal                          | Клодетт Аллер                |
| 2018      | с   | Теперь мы говорим                                | Now We’re Talking                            | Уилла                        |
| 2018      | тф  | Двойные проблемы, двойное веселье                | Double the Trouble, Twice the Fun            | Мэгги                        |
| 2019      | кор | Мистер Прямо сейчас                              | Mr. Right Now                                | Сабрина                      |
| 2019      | с   | Для людей                                        | For the People                               | Лори Пак                     |
| 2019      | кор | Разморозка                                       | Defrost                                      | менеджер WorldCast Floor     |
|           | ф   | Трубопровод                                      | The Pipeline                                 | Джуди                        |